# Rajon Kiew-Swjatoschyn
Der Rajon Kiew-Swjatoschyn (ukrainisch Києво-Святошинський район/Kyjewo-Swjatoschynskyj rajon; russisch Киево-Святошинский район/Kijewo-Swjatoschinski rajon) war eine Verwaltungseinheit im Zentrum der Ukraine innerhalb der Oblast Kiew.
Der Rajon Kiew-Swjatoschyn wurde 1962 gegründet. Er hat eine Fläche von 726 km² und eine Bevölkerung von 154.354 Einwohnern. Die Bevölkerungsdichte beträgt 213 Einwohner pro km². Der Verwaltungssitz des Rajon ist die Stadt Kiew, die jedoch selbst nicht zum Rajon gehört.
Am 17. Juli 2020 kam es im Zuge einer großen Rajonsreform zum Anschluss des Rajonsgebietes an den Rajon Butscha (nördlicher Teil), Rajon Fastiw (südlicher Teil) und Rajon Obuchiw (östlicher Teil).

## Geographie
Das ehemalige Rajonsgebiet liegt auf dem rechten Dneprufer im zentralen Bereich der Waldsteppenzone. Die wichtigsten Flüsse der Region sind der Irpin sowie dessen etwa 20 km langer Zufluss, die Nywka (ukrainisch Нивка). 
Der Rajon lag im Zentrum der Oblast Kiew und grenzte im Norden an den Rajon Borodjanka und den Rajon Wyschhorod, im Westen an den Rajon Makariw, im Süden an den Rajon Wassylkiw und den Rajon Obuchiw sowie im Osten an das Stadtgebiet von Kiew, der Hauptstadt der Ukraine.
Zum Verwaltungsgebiet gehörten:
- 2 Städte: Bojarka und Wyschnewe

Flagge des Rajon Kiew-Swjatoschyn

- 1 Siedlung städtischen Typs: Tschabany
- 49 Dörfer

## Klima
Im Gebiet des Rajons herrscht ein gemäßigtes, feuchtes Kontinentalklima, welches den Anbau von Getreide, Gemüse, Obst und Beerenkulturen begünstigt.

## Administrative Gliederung
Auf kommunaler Ebene war der Rajon administrativ in zwei Stadtgemeinden, eine Siedlungsratsgemeinde und 25 Landratsgemeinden unterteilt, denen jeweils einzelne Ortschaften untergeordnet waren.

### Stadt
| Städte                   | Städte     | Städte                  |
| Name                     | Name       | Name                    |
| ukrainisch transkribiert | ukrainisch | russisch                |
| ------------------------ | ---------- | ----------------------- |
| Bojarka                  | Боярка     | Боярка (Bojarka)        |
| Wyschnewe                | Вишневе    | Вишнёвое (Wischnjowoje) |

### Siedlungen städtischen Typs
| Siedlungen städtischen Typs | Siedlungen städtischen Typs | Siedlungen städtischen Typs |
| Name                        | Name                        | Name                        |
| ukrainisch transkribiert    | ukrainisch                  | russisch                    |
| --------------------------- | --------------------------- | --------------------------- |
| Tschabany                   | Чабани                      | Чабаны (Tschabany)          |

### Dörfer
| Dörfer                               | Dörfer                       | Dörfer                                                         | Dörfer                          |
| Name                                 | Name                         | Name                                                           | Gemeindezuordnung               |
| ukrainisch transkribiert             | ukrainisch                   | russisch                                                       | Gemeindezuordnung               |
| ------------------------------------ | ---------------------------- | -------------------------------------------------------------- | ------------------------------- |
| Bilohorodka                          | Білогородка                  | Белогородка (Belogorodka)                                      | Bilohorodka                     |
| Bobryzja                             | Бобриця                      | Бобрица (Bobriza)                                              | Bobryzja                        |
| Busowa                               | Бузова                       | Бузовая (Busowaja)                                             | Busowa                          |
| Butscha                              | Буча                         | Буча                                                           | Busowa                          |
| Chmilna                              | Хмільна                      | Хмельная (Chmelnaja)                                           | Busowa                          |
| Chodossiwka                          | Ходосівка                    | Ходосовка (Chodossowka)                                        | Chodossiwka                     |
| Chotiw                               | Хотів                        | Хотов (Chotow)                                                 | Chotiw                          |
| Dmytriwka                            | Дмитрівка                    | Дмитровка (Dmitrowka)                                          | Dmytriwka                       |
| Hatne                                | Гатне                        | Гатное (Gatnoje)                                               | Hatne                           |
| Hnatiwka                             | Гнатівка                     | Гнатовка (Gnatowka)                                            | Horenytschi                     |
| Horbowytschi                         | Горбовичі                    | Горбовичи (Gorbowitschi)                                       | Schpytky                        |
| Horenka                              | Горенка                      | Горенка (Gorenka)                                              | Horenka                         |
| Horenytschi                          | Гореничі                     | Гореничи (Gorenitschi)                                         | Horenytschi                     |
| Huriwschtschyna                      | Гурівщина                    | Гуровщина (Gurowschtschina)                                    | Busowa                          |
| Iwankiw                              | Іванків                      | Иванков (Iwankow)                                              | Maljutjanka                     |
| Juriwka                              | Юрівка                       | Юровка (Jurowka)                                               | Wita-Poschtowa                  |
| Kapitaniwka                          | Капітанівка                  | Капитановка (Kapitanowka)                                      | Dmytriwka                       |
| Knjaschytschi                        | Княжичі                      | Княжичи (Knjaschitschi)                                        | Knjaschytschi                   |
| Kremenyschtsche                      | Кременище                    | Кременище (Kremenischtsche)                                    | Chotiw                          |
| Krjukiwschtschyna                    | Крюківщина                   | Крюковщина (Krjukowschtschina)                                 | Krjukiwschtschyna               |
| Kruhlyk                              | Круглик                      | Круглик (Kruglik)                                              | Chotiw                          |
| Lisne                                | Лісне                        | Лесное (Lesnoje)                                               | Schpytky                        |
| Lisnyky                              | Лісники                      | Лесники (Lesniki)                                              | Lisnyky                         |
| Ljubymiwka                           | Любимівка                    | Любимовка (Ljubimowka)                                         | Busowa                          |
| Luka                                 | Лука                         | Лука                                                           | Horenytschi                     |
| Lytschanka                           | Личанка                      | Лычанка                                                        | Lytschanka                      |
| Maljutjanka                          | Малютянка                    | Малютянка                                                      | Maljutjanka                     |
| Moschtschun                          | Мощун                        | Мощун                                                          | Horenka                         |
| Mrija                                | Мрія                         | Мрия                                                           | Schpytky                        |
| Musytschi                            | Музичі                       | Музычи                                                         | Musytschi                       |
| Mychajliwka-Rubeschiwka              | Михайлівка-Рубежівка         | Михайловка-Рубежовка (Michailowka-Rubeschowka)                 | Mychajliwka-Rubeschiwka         |
| Myla                                 | Мила                         | Милая (Milaja)                                                 | Dmytriwka                       |
| Myrozke                              | Мироцьке                     | Мироцкое (Mirozkoje)                                           | Myrozke                         |
| Nehraschi                            | Неграші                      | Неграши (Negraschi)                                            | Musytschi                       |
| Nowe                                 | Нове                         | Новое (Nowoje)                                                 | Tarassiwka                      |
| Nowosilky                            | Новосілки                    | Новосёлки (Nowosjolki)                                         | Tschabany                       |
| Petropawliwska Borschtschahiwka      | Петропавлівська Борщагівка   | Петропавловская Борщаговка (Petropawlowskaja Borschtschagowka) | Petropawliwska Borschtschahiwka |
| Petruschky                           | Петрушки                     | Петрушки (Petruschki)                                          | Petruschky                      |
| Sabirja                              | Забір'я                      | Заборье (Saborje)                                              | Sabirja                         |
| Sabutschtschja                       | Забуччя                      | Забучье (Sabutschje)                                           | Mychajliwka-Rubeschiwka         |
| Schewtschenkowe                      | Шевченкове                   | Шевченково (Schewtschenkowo)                                   | Bilohorodka                     |
| Schorniwka                           | Жорнівка                     | Жорновка (Schornowka)                                          | Knjaschytschi                   |
| Schpytky                             | Шпитьки                      | Шпитьки (Schpitki)                                             | Schpytky                        |
| Sofijiwska Borschtschahiwka          | Софіївська Борщагівка        | Софиевская Борщаговка (Sofijewskaja Borschtschagowka)          | Sofijiwska Borschtschahiwka     |
| Stojanka                             | Стоянка                      | Стоянка                                                        | Horenytschi                     |
| Swjatopetriwske (bis 2016 Petriwske) | Святопетрівське (Петрівське) | Святопетровское (Swjatopetrowskoje)/Петровское (Petrowskoje)   | Swjatopetriwske                 |
| Tarassiwka                           | Тарасівка                    | Тарасовка (Tarassowka)                                         | Tarassiwka                      |
| Tschajky                             | Чайки                        | Чайки (Tschaiki)                                               | Petropawliwska Borschtschahiwka |
| Wita-Poschtowa                       | Віта-Поштова                 | Вита-Почтовая (Wita-Potschtowaja)                              | Wita-Poschtowa                  |